# The Waterfall II
The Waterfall II è l'ottavo album in studio del gruppo musicale statunitense My Morning Jacket, pubblicato nel 2020.

## Tracce
1. Spinning My Wheels – 4:48
2. Still Thinkin' – 4:14
3. Climbing the Ladder – 3:00
4. Feel You – 6:14
5. Beautiful Love (Wasn't Enough) – 2:52
6. Magic Bullet – 5:12
7. Run It – 4:37
8. Wasted – 6:06
9. Welcome Home – 3:46
10. The First Time – 5:46

## Formazione
My Morning Jacket
- Tom Blankenship – basso
- Carl Broemel – chitarra, cori
- Patrick Hallahan – batteria
- Jim James – chitarra, voce
- Bo Koster – tastiera, cori

Altri musicisti
- Anna Fritz – archi, cori
- Brittany Howard – cori
- Kacey Johansing – cori
- Kyleen King – archi, cori
- Patti King – archi, cori